# Contea di Haenam
La contea di Haenam (Haenam-gun; 해남군; 海南郡) è una delle suddivisioni della provincia sudcoreana del Sud Jeolla.